# Acacia scleroxyla
Acacia scleroxyla är en ärtväxtart som beskrevs av François Richard de Tussac. Acacia scleroxyla ingår i släktet akacior, och familjen ärtväxter. Inga underarter finns listade i Catalogue of Life.